# Godinne
Godinne is een plaats en deelgemeente van de Belgische gemeente Yvoir.
Godinne ligt in de provincie Namen en was tot 1 januari 1977 een zelfstandige gemeente.

## Bezienswaardigheden
- de Sint-Pieterskerk met oudste delen uit de 16e eeuw
- het kasteel van Godinne, ook ten onrechte Priorij van Godinne genoemd
- de Herenboerderij, thuishaven van het Museum van de prehistorische Boven-Maas

## Demografische ontwikkeling
- Bronnen:NIS, Opm:1831 tot en met 1970=volkstellingen, 1976= inwoneraantal op 31 december
- 1970: Aanhechting van Mont in 1965

## Gestorven in Godinne
- Désiré Lamalle, Waals politicus
- André Wynen, Belgisch arts

Deelgemeenten: Dorinne · Durnal · Évrehailles · Godinne · Houx · Mont · Purnode · Spontin · Yvoir

Overige kernen: Bauche · Chansin · Herbefays

Belgische gemeenten · arrondissement Dinant · provincie Namen · Wallonië